# King Ridge
King Ridge ist ein schmaler, 5 km langer und bis zu 990 m hoher Gebirgskamm im westantarktischen Queen Elizabeth Land. In der zentralen Patuxent Range der Pensacola Mountains erstreckt er sich 3 km südwestlich der Wrigley Bluffs in den Anderson Hills.
Der United States Geological Survey kartierte ihn anhand von Vermessungen und Luftaufnahmen der United States Navy zwischen 1956 und 1966. Das Advisory Committee on Antarctic Names benannte ihn 1968 auf Vorschlag des US-amerikanischen Polarforschers Finn Ronne nach Joseph Caldwell King (1900–1977) von der Central Intelligence Agency, der bei der Einforderung von Unterstützungen durch die US-Regierung für die Ronne Antarctic Research Expedition (1947–1948) behilflich war.